# 皮斯托亚主教座堂

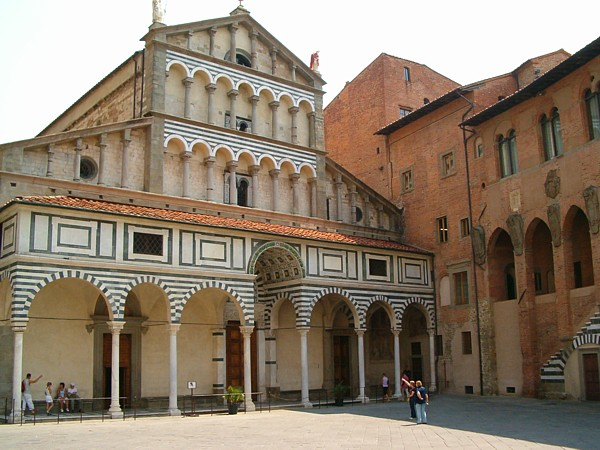
西立面

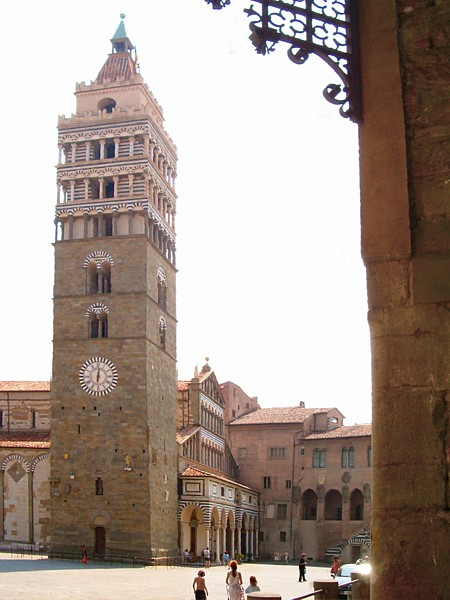
钟楼

皮斯托亚圣柴诺主教座堂（義大利語：Cattedrale di San Zeno）是罗马天主教皮斯托亚教区的主教座堂 ，位于意大利中部托斯卡纳大区城市皮斯托亚市中心的主教座堂广场（Piazza del Duomo），供奉圣柴诺。
该堂可能建于10世纪，立面为罗曼式建筑风格，内部有一个通廊，两个侧廊。